# Maritime
Maritime är en region i Togo. Regionen är den som ligger mest söder ut och även den enda regionen som gränsar till kusten i Beninbukten. Tsévié är regionens huvudstad. Lomé var länge huvudstaden i regionen, men staden bröt sig senare ut och bildade sin egen storstadskommun. Maritime är landets minst region till ytan, men har den största folkmängden av Togos regioner med 2 599 955 invånare (2010). Regionen är indelad i de sex prefekturerna Avé, Golfe, Lacs, Vo, Yoto och Zio.
Några andra större städer i regionen är bland annat Tsévié och Aného. Regionen är belägen söder om Plateaux. I väster gränsar den till Ghana och i öster till Benin.